# Cookie (film)
Cookie è un film del 1989 di Susan Seidelman, sceneggiato da Nora Ephron, con protagonisti Peter Falk ed Emily Lloyd. Il film è accompagnato anche dalla versione di Pérez Prado del noto brano Cherry Pink (and Apple Blossom White).

## Trama
Cookie è una ragazza frivola che finisce in galera per un piccolo reato, ma suo padre, il mafioso Dom Capisco, la fa rilasciare ed i due vanno incontro ad una serie di peripezie alquanto divertenti.